# Secretaria de Estado de Direitos Humanos, Assistência Social e Trabalho de Mato Grosso do Sul
| Secretaria de Direitos Humanos, Assistência Social e Trabalho                                            |                        |
| Avenida Desembargador José Nunes da Cunha, s/n - Parque dos Poderes, bloco 3 Campo Grande, MS Sedhast-MS |                        |
| Criação                                                                                                  | 1 de janeiro de 2015   |
| Extinção                                                                                                 | 31 de dezembro de 2022 |

A Secretaria de Estado de Cultura e Cidadania de Mato Grosso do Sul (Sedhast) foi o órgão estadual que executa ações na área social e desenvolve políticas públicas para minorias. Era uma das secretarias que integravam o Governo de Mato Grosso do Sul.

## Histórico e atribuições
Foi criada em dezembro de 2014, após a fusão com a pasta de Trabalho e Assistência Social, sendo oficialmente instalada em janeiro de 2015. Foi extinta em 2022, dando lugar à pasta da Assistência Social
Cabia à Sedhast a coordenação, a promoção e a fiscalização das ações que assegurem o exercício pleno da cidadania; a promoção da política estadual do trabalho, do emprego e da renda; e o apoio à política de abertura de empresas.

## Lista de secretários
| Nº | Nome                           | Início do mandato     | Fim do mandato         | Governador        | Notas e referências        |
| 1  | Rose Modesto                   | 1º de janeiro de 2015 | 1º de abril de 2016    | Reinaldo Azambuja | [ 7 ] [ 8 ]                |
| 2  | Elisa Pinheiro Rodrigues Nobre | 13 de abril de 2016   | 31 de dezembro de 2022 | Reinaldo Azambuja | [ 9 ] [ 10 ] [ 11 ] [ 12 ] |